# Stavre
Stavre is een plaats in de gemeente Bräcke in het landschap Jämtland en de provincie Jämtlands län in Zweden. De plaats heeft 180 inwoners (2005) en een oppervlakte van 74 hectare. De plaats ligt aan het meer Revundssjön. Door Stavre lopen de Europese weg 14 en de spoorlijn tussen Bräcke en Storlien.